# Café (filme)
Café (prt: Café; bra: Café com Amor) é um filme independente lançado em 2010.

## Sinopse
Neste comovente drama que mistura romance e ação a estrela Jennifer Love Hewitt da série Ghost Whisperer vive a barista Claire que serve bebidas, biscoitos e muito conhecimento em Philly Grounds, um café local.
Claire enfurece locais traficantes, principalmente Glenn (Kennedy), encanta seu colega de trabalho Todd (Gold), aconselha jovens esperançosos, em especial a jovem Sally (Vega), ajuda os desafios do solitário Craig (Palmer), após Claire se envolver com os traficantes locais e começar a ser perseguida ela encontra a jovem misteriosa Elly (Carroll), e é resgatada por ela, as vidas dos moradores nunca mais será a mesma após a chegada da misteriosa Claire.

## Elenco
- Jennifer Love Hewitt como Claire
- Jamie Kennedy como Gleen
- Alexa Vega como Sally
- Madeline Carroll como Elly
- Jessica Czop como Estudante
- Daniel Eric Gold como Todd
- Katie Lowes como Kelly